# Olof Sundby
Carl Olof Verner Sundby, född 6 december 1917 i Karlskoga, död 6 december 1996 i Lund, var en svensk präst, teolog och Svenska kyrkans ärkebiskop.

## Biografi
Sundby prästvigdes i Karlstad 1943 och var därefter stiftsadjunkt och föreståndare för Dömle stiftsgård. Han var kyrkoherde i Lunds Sankt Peters klosters och Norra Nöbbelövs församlingar 1960–1970 och samtidigt lärare vid den praktiska prästutbildningen i Lund. Han var biskop i Växjö stift 1970–1972 och ärkebiskop i Uppsala stift 1972–1983. 
Han var livligt ekumeniskt verksam och var bl.a. ordförande i Svenska ekumeniska nämnden 1972–1983 och president i Kyrkornas Världsråd 1975–1983. I Sverige är han initiativtagare till det kristna Liv och Fred-institutet i Uppsala. Han blev 1959 teologie doktor på avhandlingen Luthersk äktenskapsuppfattning. En studie i den kyrkliga äktenskapsdebatten i Sverige efter 1900 och blev docent i teologisk etik vid Lunds universitet samma år. Han blev teologie hedersdoktor vid universitetet i Bukarest 1977. Han var vigselförrättare vid bröllopet mellan Carl XVI Gustaf och Silvia Sommerlath i Storkyrkan den 19 juni 1976 och döpte kronprinsessan Victoria i Slottskyrkan den 27 september 1977.
Olof Sundby hade uppenbart goda kontakter med pingstledaren Lewi Pethrus. Sundby var högtidstalare när Lewi Pethrus hyllades på sin 90-årsdag 1973 i Filadelfiakyrkan, Stockholm, och han var den ende utanför pingströrelsen som talade vid Pethrus begravning ett och ett halvt år senare. Det var vidare på Sundbys förslag att Pethrus 1973 utsågs till kommendör av Vasaorden.[källa behövs]
Kommendör av Kungl. Nordstjärneorden 1:a klass 1973.

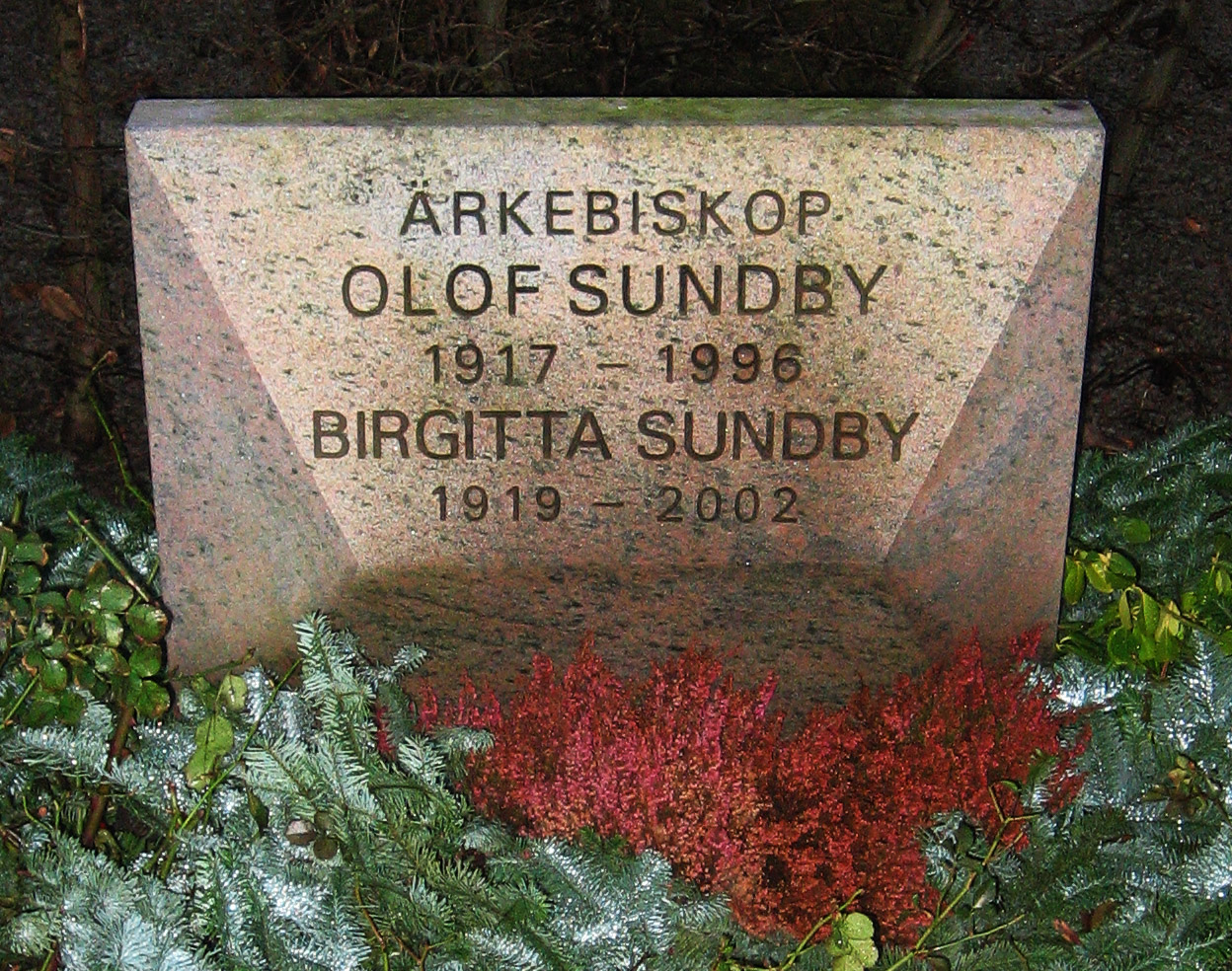
Olof Sundbys gravsten på Klosterkyrkogården i Lund

Sundby ligger begravd på Klosterkyrkogården i Lund.